# サマー・イン・ザ・シティ
「サマー・イン・ザ・シティ」（Summer in the City）は、ラヴィン・スプーンフルが1966年に発表したシングル。
ローリング・ストーンの選ぶオールタイム・グレイテスト・ソング500（2010年版）では401位にランクされている。

## 概要
1966年7月4日にシングルA面曲として発売される。作詞・作曲に名を連ねているマーク・セバスチャンはジョンの兄弟。レコーディング・エンジニアはロイ・ハリー。
「サマー・イン・ザ・シティ」はタイトルどおり、夏の盛りの8月13日から8月27日まで、3週連続でビルボード・Hot 100の1位を獲得する。全英シングルチャートでも8位を獲得した。そしてその年のビルボード年間チャート11位を記録し、ゴールドディスクに輝いた。
車のクラクションや削岩機の音が挿入されているが、本作品はこういった効果音がヒット・ソングに導入された最初の曲と言われている。
クインシー・ジョーンズ、B.B.キング、ジョー・コッカー、スティクスなどがカバーしている。
エリック・クラプトンは本作品に着想を得て「英雄ユリシーズ」を作曲した（作詞は漫画家のマーティン・シャープが担当した）。